# Gefechtsaufgabe

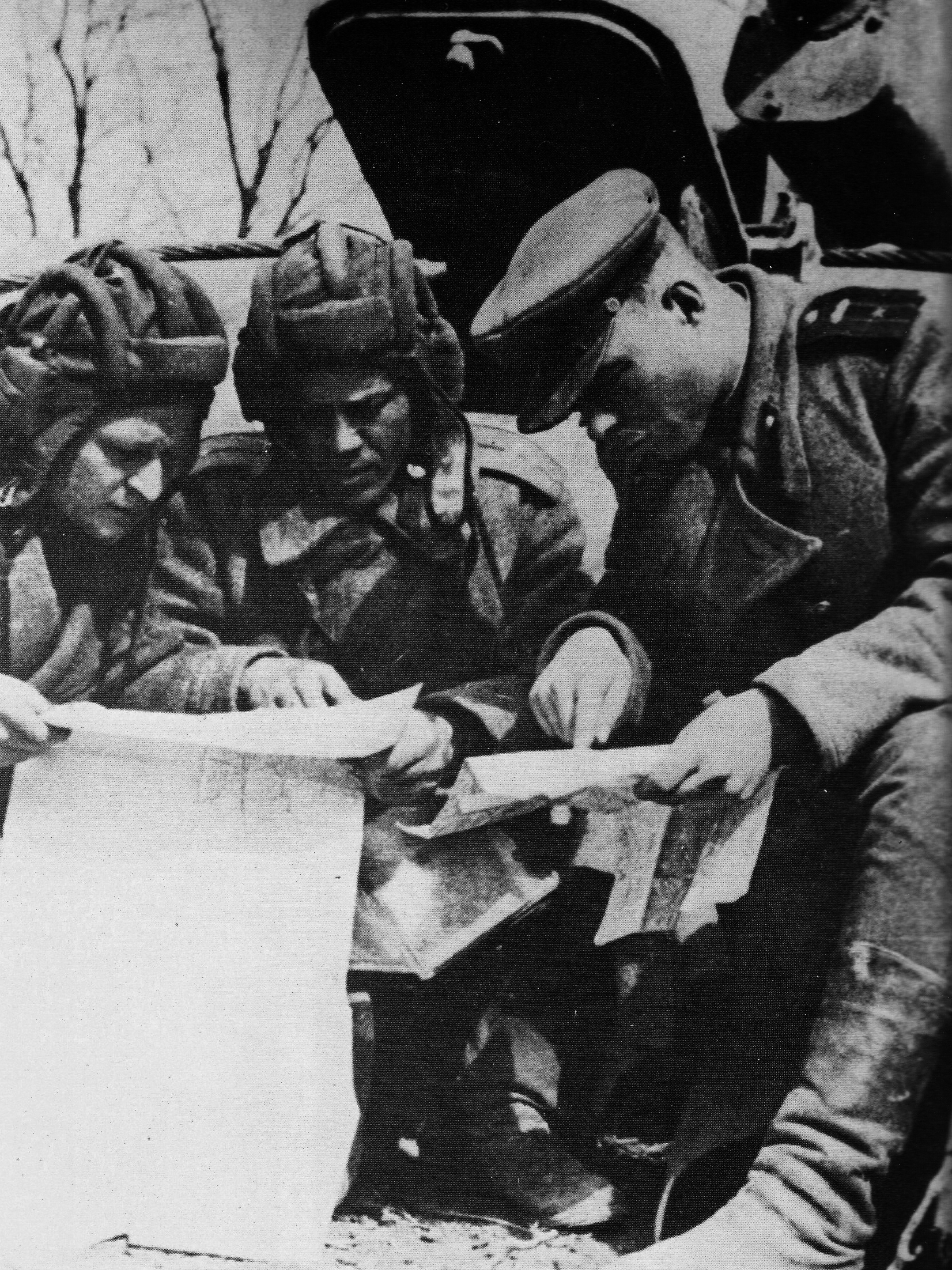
Sowjetische Panzer-Soldaten vom 4. Mechanisierten Gardekorps beim Studium der Gefechtsaufgabe (Ungarn Oktober 1944)

Unter Gefechtsaufgabe verstand man gemäß abgestimmter Militärdoktrin des Warschauer Pakts die „Aufgabe (im Sinne von militärischen Auftrag), den ein Truppenkörper durch Gefechtsbefehl oder Gefechtsanordnung erhielt, um den (sogenannten) Entschluss des Vorgesetzten zu verwirklichen“.
Der Begriff wurde in Anlehnung an die russische Originalbezeichnung боевая задача (deutsche Transkription: boewaja sadatscha) für die NVA verbindlich festgelegt.

## Begriffsgebrauch in einigen WP-Ländern
- DDR → Gefechtsaufgabe
- Polen → polnisch zadanie bojewe[1]
- Slowakei → slowakisch bojový úkol[2]
- Tschechien → Tschechische Sprache → bojový úkol
- UdSSR → russisch боевая задача[3]

Anmerkung
Die Verwendung des Begriffs Gefechtsaufgabe war kein Alleinstellungsmerkmal der NVA und des Warschauer Pakts.